# Hapoel Be'er Sheva F.C.
Hapoel Be'er Sheva F.C. (em hebraico:  מועדון הכדורגל הפועל באר שבע, Moadon HaKaduregel Hapoel Be'er Sheva) é uma equipe israelita de futebol com sede em Be'er Sheva. Disputa a primeira divisão de Israel (Campeonato Israelense de Futebol).
Seus jogos são mandados no terner Stadium em hebraico:  אצטדיון טרנר, que possui capacidade para 16.000 espectadores.

## História
O Hapoel Be'er Sheva Football Club foi fundado em 1949, e estabeleceu sua posição como o maior clube de futebol no Sul do país, é um símbolo para o povo do Sul. O clube conta com o público de adeptos amorosos, o que se reflete no slogan do clubes: "O orgulho do Negueve".
Os fãs do clube acompanha a equipe a qualquer partida em todo o país, utilizando a educação do futebol dos jovens para os valores de excelência, tolerância e espírito esportivo. O clube tem uma história rica e tradição de conquistas, títulos e troféus.

## Títulos
- Campeonato Israelense de Futebol:
  - Campeão (5): 1974–75, 1975–76, 2015–16, 2016–17, 2017–18
  - Vice-campeão (1): 2013–14
- Copa do Estado de Israel:
  - Campeão (1): 1996–97
  - Vice-campeão (3): 1983–84, 2002–03, 2014–15
- Copa Toto:
  - Campeão  (2): 1988–89, 1995–96
  - Vice-campeão (2): 1985–86, 2012–13
- Supercopa de Israel:
  - Campeão (3): 1975, 2016, 2017
  - Vice-campeão (1): 1976
- Lilian Copa:
  - Campeão (1): 1988
  - Vice-campeão (2): 1982, 1983
- Liga Leumit:
  - Campeão(3): 1964–65, 1970–71, 1999–00
- Toto Copa Segunda Liga:
  - Campeão (1): 2008–09
  - Vice-campeão (1): 2005–06
- Segunda Liga:
  - Campeão (1): 1970–71

## Elenco
- Atualizado em 27 de novembro de 2020.

Legenda
- : Capitão
- : Jogador suspenso
- : Jogador lesionado